# 2M1207
2M1207 es una estrella enana marrón de tipo espectral M8, descubierta por John Gizis en el 2001. Su edad es de unos 10 millones de años y su masa, estimada por modelos teóricos, es de 0.025 masas solares.
Pertenece al grupo de movimiento común de TW Hydrae (TWA).
Posee un planeta, denominado 2M1207 b, observado directamente por imagen. Fue descubierto por Gael Chauvin y colaboradores.